# Josué Montello
Josué de Sousa Montello (São Luís, 21 de agosto de 1917 — Rio de Janeiro, 15 de março de 2006) foi um jornalista, professor, teatrólogo e escritor brasileiro.

## Biografia
Trabalhou como diretor da Biblioteca Nacional, do Museu da República, e do Serviço Nacional de Teatro, escreveu para a revista Manchete e o Jornal do Brasil, além de trabalhar no governo do presidente Juscelino Kubitschek. Foi diretor do Museu Histórico Nacional de 1959 a 1967.
Entre suas obras destacam-se Os tambores de São Luís, de 1965, a trilogia composta pelas novelas Duas vezes perdida, de 1966, e Glorinha, de 1977, e pelo romance Perto da meia-noite, de 1985. 
Obras de Josué Montello foram traduzidas para o inglês, francês, espanhol, alemão e sueco. Algumas de suas novelas foram roteirizadas para o cinema; em 1976, Uma tarde, outra tarde recebeu o título de O amor aos 40; e, em 1978, O monstro, foi filmado como O monstro de Santa Teresa.
Morreu em 15 de março de 2006, vítima de insuficiência cardíaca. Encontrava-se internado na Casa de Saúde São José, no Rio de Janeiro, há mais de um ano, para tratamento de problemas respiratórios. O corpo foi velado na Academia Brasileira de Letras e sepultado no fim da tarde no Cemitério São João Batista.
Em sua homenagem, em 1997, o governo do Maranhão inaugurou a primeira biblioteca do Farol da Educação com a denominação de Biblioteca Farol da Educação Josué Montello. Também tem um dos bustos que homenageiam os grandes escritores maranhenses na Praça do Pantheon.

## Obras
A obra construída por Montello é assombrosa, pois abrange uma significativa variedade de meios de expressão - do romance ao teatro, do artigo jornalístico ao ensaio histórico. Sua prosa é elegante e fluída, passando ao leitor aquela enganadora sensação de ter sido escrita de forma ligeira, fácil, sem esforço aparente. Sua sólida formação intelectual se faz sentir em todos os ensaios e artigos, sempre permeados por análises precisas, argutas e diretas, ao passo que nos romances e peças teatrais a fina sensibilidade do artista impõe uma intensa abordagem psicológica das tramas e dos personagens. Disse o crítico Wilson Martins: "Josué Montello é, hoje, sem dúvida, o decano do romance brasileiro. Escreve romances clássicos, na linha de Machado e de Eça, e não está preocupado em ser original. Ele mesmo admite, sem nenhum problema, que ignora as inovações estéticas dos últimos 50 anos. Escreveu romances extraordinários, em particular Os Tambores de São Luís", e ainda "Tudo isso nos induz a ler Os tambores de São Luís como romance psicológico, partindo do particular para o geral, caso em que a narrativa se desenvolve em espiral, tendo no negro Damião o centro dinâmico de convergência e irradiação. Josué Montello pertence à família espiritual de Balzac e Dostoievski; de Joyce e Thomas Mann; de Tolstoi e Faulkner; de George Eliot e Giovanni Verga; de Cervantes e John Dos Passos; de Conrad e Flaubert; de Eça de Queiroz e Machado de Assis – todos semelhantes nas suas diferenças e diferentes nas suas semelhanças, exatamente como nas famílias naturais. "

### Romances Principais
- Janelas Fechadas (1941)
- Luz da Estrela Morta (1948)
- Labirinto de Espelhos (1952)
- A Décima Noite (1959)
- Os Degraus do Paraíso (1965)
- Cais da Sagração (1971)
- História da Independência do Brasil (1972) obra em 4 volumes em que Montello foi o organizador.[3]
- Os Tambores de São Luís (1975)
- Noite Sobre Alcântara (1978)
- A Coroa de Areia (1979)
- O Silêncio da Confissão (1980)
- Largo do Desterro (1981)
- Aleluia (1982)
- Pedra Viva (1983)
- Uma Varanda sobre o Silêncio (1984)
- Perto da Meia-Noite (1985)
- Antes que os Pássaros Acordem (1987)
- A Última Convidada (1989)
- Um Beiral para os Bem-te-vis (1989)
- O Camarote Vazio (1990)
- O Baile da Despedida (1992)
- A Viagem sem Regresso (1993)
- Uma Sombra na Parede (1995)
- A Mulher Proibida (1996)
- Enquanto o Tempo não Passa (1996)
- Sempre Serás Lembrada (2000)

### Novelas
- O Fio da Meada (1955)
- Duas Vezes Perdida (1966)
- Numa Véspera de Natal (1967)
- Uma Tarde, Outra Tarde (1968)
- Um Rosto de Menina (1983)
- A Indesejada Aposentadoria (1972)
- Glorinha (1977)
- O Melhor do Conto Brasileiro (1979)
- Pelo Telefone (1981)

### Teatros
- Precisa-se de um Anjo (1943)
- Escola da Saudade (1946)
- O Verdugo (1954)
- A Miragem (1959)
- Através do Olho Mágico (1959)
- O Anel que Tu Me Deste (1960)
- A Baronesa (1960)
- Alegoria das Três Capitais (1960)
- Um Apartamento no Céu (1995)
- O Baile da Despedida (1997)

### Ensaios
- Gonçalves Dias (1942)
- O Hamlet de Antonio Nobre (1949)
- Fontes Tradicionais de Antonio Nobre (1953)
- Artur Azevedo e a Arte do Conto (1956)
- O Oratório Atual do Brasil (1959)
- Caminho da Fonte (1959)
- O Presidente Machado de Assis (1961)
- Uma Palavra Depois de Outra (1969)
- Um Maître Oublié de Stendhal (1970)
- Estante Giratória (1971)
- A Cultura Brasileira (1977)
- Brazilian Culture (1983)
- Viagem ao Mundo de Dom Quixote (1983)
- Os Caminhos (1984)
- Lanterna Vermelha (1985)
- Janela de Mirante (1993)
- Fachada de Azulejo (1996)
- Condição Literária (1996)
- Memórias Póstumas de Machado de Assis (1997)
- Baú da Juventude (1997)
- O Juscelino Kubitschek de Minhas Recordações (1999)l
- A menina Marina

### Outros
- Pequeno Anedotário da Academia Brasileira (1961)

## Academia Brasileira de Letras
Em 1954, foi eleito para a cadeira 29 da Academia Brasileira de Letras, sucedendo a Cláudio de Sousa. Até a sua morte, era o integrante mais antigo da Academia.